# MBN 뉴스 1
《MBN 뉴스 1》은 평일 오후 1시에 텔레비전으로 방송하는 MBN의 주중 뉴스 프로그램이며 2012년 8월 6일 AGB닐슨 시청률 1.41%, 8월 30일 시청률 1.67%를 기록하며 종편 4사 전체시청률 1위를 차지했다.